# Desa Margasari (administrativ by i Indonesien, Jawa Barat, lat -6,58, long 107,71)
Desa Margasari är en administrativ by i Indonesien.   Den ligger i provinsen Jawa Barat, i den västra delen av landet, 100 km öster om huvudstaden Jakarta.